# برانتزی
برانتزی (به ایتالیایی: Branzi) یک کومونه در ایتالیا است که در استان برگامو واقع شده‌است.

## خصوصیات
برانتزی ۲۵٫۳ کیلومترمربع مساحت و ۷۶۲ نفر جمعیت دارد و ۸۷۴ متر بالاتر از سطح دریا واقع شده‌است.